# 7143 Haramura
7143 Haramura eller 1995 WU41 är en asteroid i huvudbältet som upptäcktes den 17 november 1995 av den japanska astronomen Satoru Otomo i Kiyosato. Den är uppkallad efter den japanska byn Haramura.
Asteroiden har en diameter på ungefär 12 kilometer.